# Robert Parzer
Robert Parzer (* 8. November 1943; † 12. Jänner 2015) war ein österreichischer Politiker (ÖVP) und Abgeordneter zum Wiener Gemeinderat und Landtag.

## Ausbildung und Beruf
Robert Parzer besuchte die Volks- und Mittelschule in Wien. Nach vier Jahren in der Mittelschule wechselte er an die Bundesgewerbeschule in Mödling, wo er die Fachschule für Bau und Möbeltischlerei nach drei Jahren abschloss. 1963 leistete er seinen Präsenzdienst ab und blieb in der Folge beim Bundesheer. Während dieser Zeit holte er die Matura nach und rüstete 1969 als Fähnrich der Reserve ab. Im Februar 1969 trat er in die Creditanstalt ein, wo er 1986 zum Prokuristen und 1999 zum Oberprokuristen und Abteilungsleiter befördert wurde. Neben seiner beruflichen Laufbahn setzte Parzer auch seine militärische Karriere fort und wurde im September 1978 als Leutnant der Reserve ausgemustert; 1983 wurde er zum Oberleutnant der Reserve befördert.

## Politik

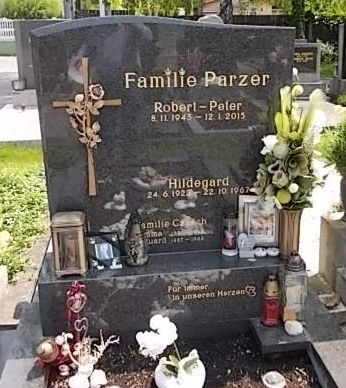
Grabstätte Robert Parzer

Parzer war Betriebsrat und ÖAAB-Obmannstellvertreter in der Creditanstalt. Er engagierte sich zudem in der Bezirkspolitik und war Sektionsobmann in Essling. Seit November 1998 war er ÖVP-Bezirksparteiobmann des 22. Bezirks Donaustadt. Parzer war Abgeordneter zum Wiener Gemeinderat und Landtag und in der 18. Gesetzgebungsperiode Mitglied des Umweltausschusses.

## Privat
Robert Parzer heiratete 1971 seine Frau Luzia und hatte zwei Töchter. Er verstarb am 12. Jänner 2015 und wurde auf dem Esslinger Friedhof in Wien (Gruppe H Reihe 9 Grab 2) beerdigt. Im Jahr 2018 wurde in Wien-Donaustadt (22. Bezirk) der Robert-Parzer-Weg nach ihm benannt.

## Auszeichnungen
- 2013: Goldenes Ehrenzeichen für Verdienste um das Land Wien.[1]